# Tri Klarkova zakona
Britanski pisac naučne fantastike Artur Klark formulisao je tri izreke koje su poznate kao Tri Klarkova zakona, od kojih je treći najpoznatiji i najcitiraniji:
1. Kada istaknuti ali stariji naučnik kaže da je nešto moguće, onda je on skoro sigurno u pravu.
2. Jedini način da se otkriju granice mogućeg jeste da se ode malo dalje od toga i zakorači u nemoguće.
3. Bilo koja tehnologija koja je izuzetno napredna ne razlikuje se od magije.

## Poreklo
Sva tri zakona pojavljuju se u Klarkovom eseju „Opasnosti proricanja: Neuspeh mašte“, koji je prvi put objavljen u Profilima budućnosti (Profiles of the Future) 1962. godine.
Prvi zakon je predložen u izdanju eseja iz 1962. pod nazivom „Klarkov zakon“.
Drugi zakon je ponuđen kao jednostavno zapažanje u istom eseju. Drugi su mu dodelili naziv Drugi Klarkov zakon. U prerađenom izdanju Profila budućnosti iz 1973, Klark ga je priznao kao njegov drugi zakon i predložio treći, napisavši pritom: „S obzirom da su tri zakona bila dovoljna Njutnu, skromno sam odlučio da se tu zaustavim.“
Treći zakon je, i pored toga što je formulisan deceniju kasnije, najpoznatiji i najcitiraniji. Pojavljuje se samo u prerađenom izdanju eseja iz „Opasnosti proricanja“, 1973. godine. On ponavlja iskaz iz priče Lija Breketa (Leigh Brackett) iz 1942: „Vradžbina za neznalice, … jednostavna nauka za obrazovane“. Još jedan primer slične izreke može se naći u priči „Pas smrti“ Agate Kristi: „Natprirodno je samo prirodno koje zakoni još uvek nisu objasnili.“
Klark je dao primer trećeg zakona rekavši da dok bi „poverovao da mi je neko 1962. rekao da će jednog dana postojati predmet veličine knjige na koji će moći da stane sardžaj cele biblioteke, nikada ne bih prihvatio da će isti uređaj moći da nađe stranicu ili jedno slovo u sekundi i zatim ga konvertuje u bilo koji font i veličinu od Albertus Extra Bold do Zurich Calligraphic“, sećajući se kako je „gledao i slušao Linotip mašine koje polako pretvaraju istopljeno olovo u naslovne strane za koje je bilo potrebno dva čoveka da ih podignu“.

## Varijante trećeg zakona
Treći zakon je bio inspiracija za stvaranje mnogobrojnih varijacija na temu:
- Bilo koja vanzemaljska inteligencija koja je izuzetno napredna ne razlikuje se od Boga.[4] (Šermerov poslednji zakon)
- Bilo koji čin izuzetne dobronamernosti ne razlikuje se od zlonamernosti[5] (odnosi se na veštačku inteligenciju)
- Sledeće dve varijante su vrlo slične i kombinuju treći zakon sa Hanlonovom britvom:

- Bilo koja izuzetno uznapredovala glupost se ne razlikuje od zlobe (Klarkov zakon)
- Bilo koja izuzetno uznapredovala nesposobnost se ne razlikuje od zlobe (Grejev zakon)

- Bilo koje istraživanje koje je izuzetno loše ne razlikuje se od prevare (Endru Gelman).[8]

## Literatura
- Clarke, Arthur C. (1973). Profiles of the Future: An Inquiry into the Limits of the Possible. Popular Library. ISBN 9780330236195.

## Spoljašnje veze
- Moreplovac kosmičke odiseje